# معرض الجهة الشرقية

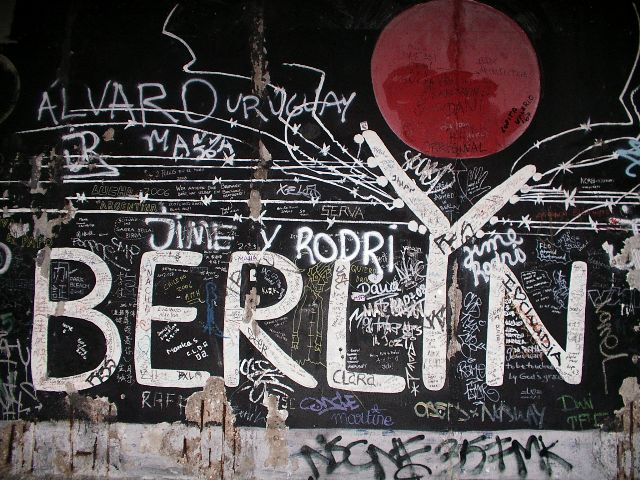
احدى اللوحات في معرض الجهة الشرقية

يعتبر معرض الجهة الشرقية أحد آخر بقايا جدار برلين، الذي ما زال في نفس موقعه التاريخي وقد يكون أقدم معرض في العالم. بعد انهيار جدار برلين الفاصل في عام 1989، تجمع عدد كبير من الفنانيين من مختلف دول العالم ليحولوا الجزء الشرقي من الجدار إلى مجموعة من اللوحات الفنية في ظل الحقبة الجديدة والتي ما زالت محافظة على شكلها حتى الآن.
بطول 1.3 كم، وانحنائاته الموازية لنهر شبريه، يروي المعرض قصة انفصال ألمانيا وانقصام العاصمة برلين عبر اللوحات الموجودة على الجدار وتمتد هذه الصورة الفنية المميزة من الجدار، بين جسر أوبوربوم واستبانهوف على طول الحدود السياسية السابقة التي تنتهي مع نهاية نهر شبريه ومهلينستراس.

## الوصف
يحتوي المعرض على حوالي 100 لوحة من قبل فنانيين من مختلف أنحاء العالم، رسمت كلها في عام 1990 على الجزء الشرقي من جدار برلين، واستخدم الفنانون طرق تعبيرية مختلفة في الرسم للتعبير عن الأحداث المختلفة التي حدثت بين عامي 1989 و1990.

## التاريخ
بعد انهيار الجمهورية الألمانية الديموقراطية تم اندماج اتحاد الفنانين الألمانيين الغربيين (بالألمانية: " " Bundesverband Bildender Künstlerinnen und Künstler ") واتحاد الفنانين الألمانيين الشرقيين (بالألمانية: " Verband Bildender Künstler der DDR") في ديسمبر 1989. بدأت فكرة المعرض كفكرة لديفيد مونتي وتم تحقيقها بقيادة باربرا جرول أشانتا، والمتحدثين باسم الاتحادين قبل الدمج، بوودو سبيرلينج وجورج كابيتزكي. وتم البدأ في أعمال الرسم عام 1990 بقيادة 118 فنان من 21 دولة مختلفة.
الرسومات في المعرض توثق وقت التغيير الكبير وتعبر عن النشوة والآمال الكبيرة بمستقبل أفضل وحر لجميع شعوب العالم.

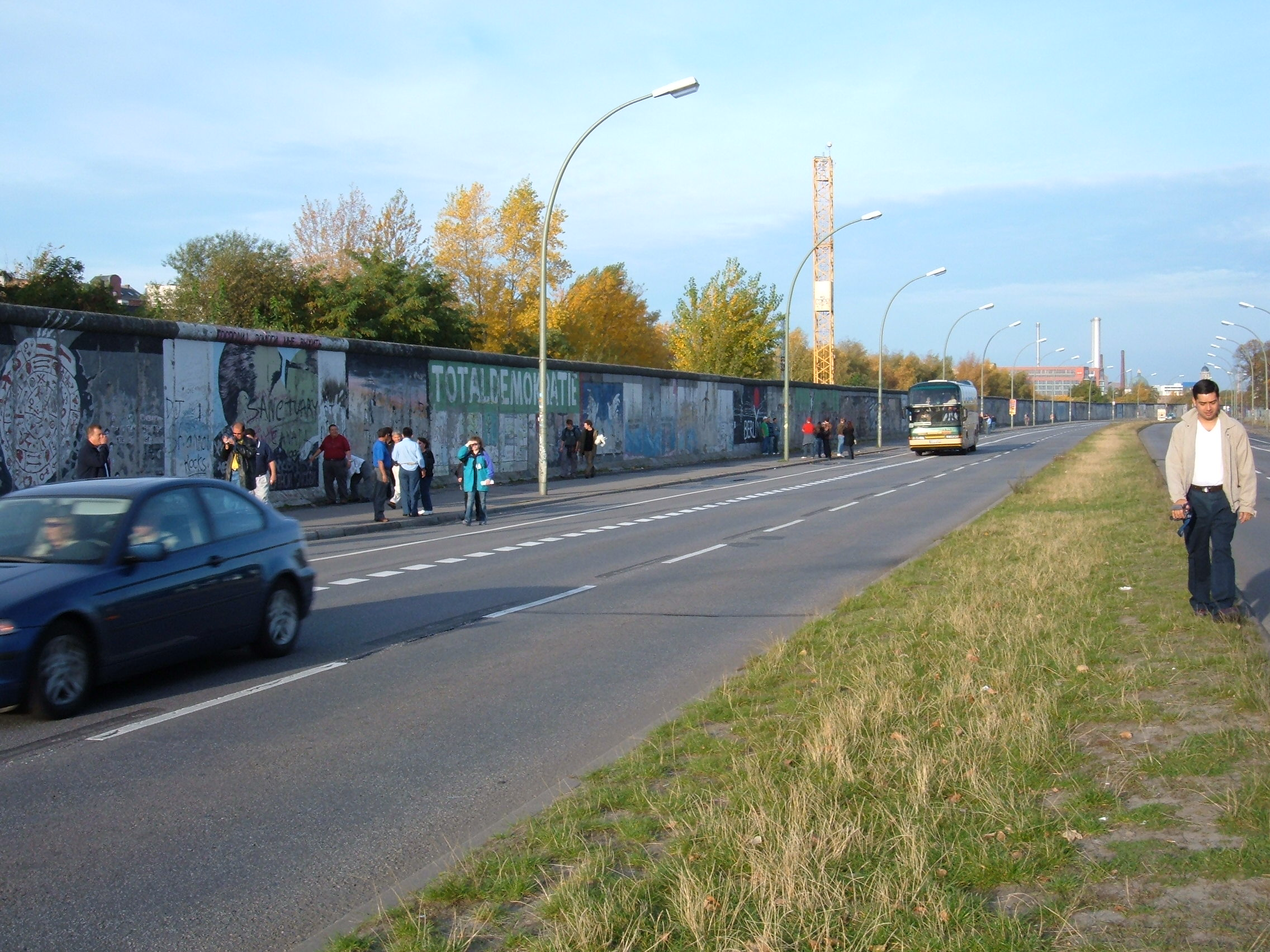
صورة تظهر امتداد معرض الجهة الشرقية

تم فتح معرض الجهة الشرقية للعامة في 28 سبتمبر 1990، وفي نوفمبر 1991 تم اعتماد هذا الجزء من الجدار واللوحات المرسومة كنصب تاريخي رسمياً.
على مدى السنين، تأثرت ثلثي اللوحات المرسومة بسبب عوامل التعرية، والتخريب، والرسم على الجدران. في عام 1996 تم تأسيس مبادرة «فنان المعرض الشرقي» بقيادة كاني ألافي. كان هدف المبادرة هو الترميم والمحافظة على جميع اللوحات المرسومة في معرض الجهة الشرقية، هذا وقد تم ترميم ثلث اللوحات منذ عام 2000.